# Strada statale 68 (Polonia)
La strada statale 68 (sigla DK 68, in polacco droga krajowa 68) è una strada statale polacca che attraversa il Paese da Kukuryki a Wólka Dobryńska.